# ル・ノルマン級フリゲート
ル・ノルマン級フリゲート（フランス語: frégate de classe Le Normand）は、フランス海軍が運用していたフリゲートの艦級。E-52型高速護衛艦（escorteurs rapide de type E52）とも称される。また発展型のE-52B型についても本項で触れる。

## 設計
本級は、先行して建造されたル・コルス級（E-50型）の改良型であり、船体設計や主機関はいずれもE-50型のものが踏襲されている。ボイラーは過熱器を備えたインドレット式、蒸気性状は圧力500 lbf/in2 (35 kgf/cm2), 温度385℃であり、蒸気タービンはパーソンズまたはラトー式であった。
主な変更点は対潜兵器であり、長魚雷発射管は01甲板前方から上甲板中部に移動され、また6連装375mm対潜ロケット発射機も、より射界が広い前方に移された。また対空レーダーについても、ネームシップは従来のDRBV-20Aを搭載していたが、その後の艦は改良型のDRBV-22Aに更新され、ネームシップも後に同様に改修された。
その後、1955年に発注された最後の3隻については、改良型のE-52B型として建造されることになった。2番砲を国産の4連装305mm対潜迫撃砲に換装する一方、6連装375mm対潜ロケット砲は撤去された。また重心降下策として、長魚雷発射管の再装填用弾庫も撤去された。艦橋構造物は拡大されたほか、煙突頂部はストロンボス・ヴェレンシ型に変更されている。

## 配備
まず1952年に7隻が発注されたが、これらの建造費はアメリカ合衆国の相互防衛援助計画（MDAP）によって賄われた。その後、さらにフランス自身の予算によって、1953年に2隻、1954年に2隻、1955年に3隻が追加発注された。また1957年度計画でさらに2隻の建造が計画されたものの、これは財政上の問題から断念された。
1960年代中盤、「ル・サヴォワヤール」「ル・ブルトン」「ル・バスク」は潜水艦発射弾道ミサイル（MSBS）の試験を支援するため、3番砲を撤去してミサイル追尾用の機材を搭載とともに艦橋構造物を拡大する工事を受けた。またその後、「ル・バスク」はオトマート艦対艦ミサイルの運用試験に従事した。
一方、「ル・アジュネ」は後部砲塔を撤去して可変深度ソナーの試験に従事し、さらに艦種を試験艦（A 784）に変更して曳航ソナーの試験も行った。1981年には「ル・ヴァンデアン」も試験艦とされ、有線誘導魚雷の試験を行った。
| #    | 艦名                            | 起工       | 就役       | 除籍   |
| ---- | ------------------------------- | ---------- | ---------- | ------ |
| F765 | ル・ノルマン Le Normand         | 1953年7月  | 1956年11月 | 1980年 |
| F766 | ル・ピカール Le Picard          | 1953年11月 | 1956年9月  | 1979年 |
| F767 | ル・ガスコン Le Gascon          | 1954年2月  | 1957年3月  | 1977年 |
| F768 | ル・ロラン Le Lorrain           | 1954年2月  | 1957年1月  | 1981年 |
| F769 | ル・ブルギニョン Le Bourguignon | 1954年1月  | 1957年7月  | 1976年 |
| F770 | ル・シャンプノワ Le Champenois  | 1954年5月  | 1957年6月  | 1975年 |
| F771 | ル・サヴォワヤール Le Savoyard  | 1953年11月 | 1956年6月  | 1980年 |
| F772 | ル・ブルトン Le Breton          | 1954年1月  | 1957年8月  | 1977年 |
| F773 | ル・バスク Le Basque            | 1954年1月  | 1957年8月  | 1980年 |
| F774 | ル・アジュネ Le Agenais         | 1955年8月  | 1958年5月  | 1985年 |
| F775 | ル・ベアルネ Le Béarnais        | 1955年12月 | 1958年10月 | 1980年 |
| F776 | ラルザシアン L'Alsacien         | 1956年7月  | 1960年8月  | 1981年 |
| F777 | ル・プロヴァンサル Le Provençal | 1957年2月  | 1960年1月  | 1980年 |
| F778 | ル・ヴァンデアン Le Vendéen     | 1957年3月  | 1960年10月 | 1981年 |